# كأس إنترتوتو 1973
كأس إنترتوتو 1973 هو الموسم 13 من كأس إنترتوتو. فاز فيه نادي نيترا.